# Hemidactylium scutatum
Genre
Synonymes
- Cotobotes Gistel, 1848
- Desmodactylus Duméril, Bibron & Duméril, 1854

Espèce
Synonymes
- Salamandra scutata Temminck & Schlegel, 1838
- Salamandra melanosticta Gibbes, 1845

Statut de conservation UICN

 LC  : Préoccupation mineure
Hemidactylium scutatum, unique représentant du genre Hemidactylium, est une espèce d'urodèles de la famille des Plethodontidae. En français elle est nommée Salamandre à quatre doigts ou Salamandre à quatre orteils. 

## Répartition
Cette espèce est endémique de l'Est de l'Amérique du Nord. Elle se rencontre :
- dans le sud-est du Canada ;
- dans la moitié Est des États-Unis.

## Galerie

Hemidactylium scutatum
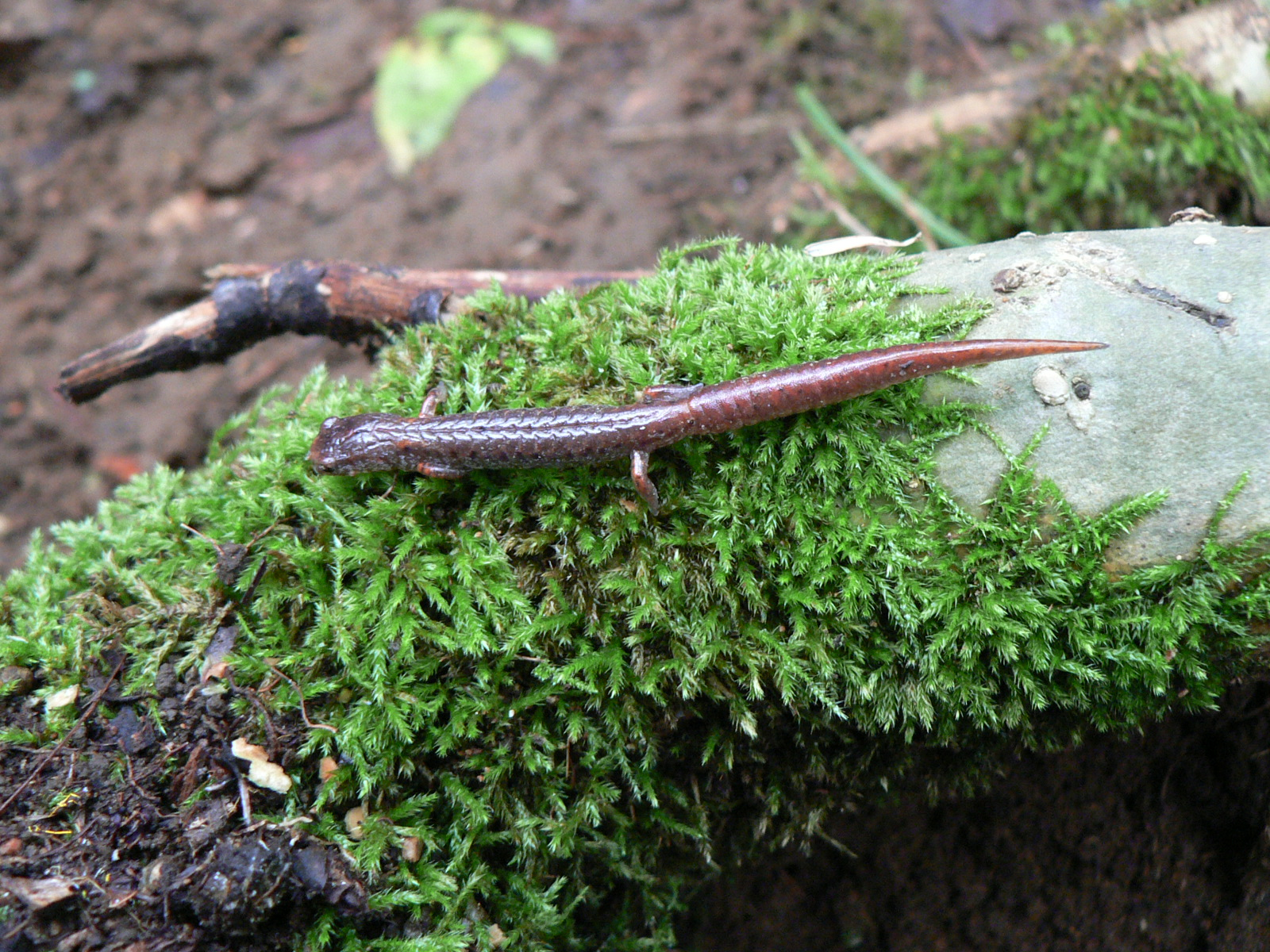
Vue dorsale
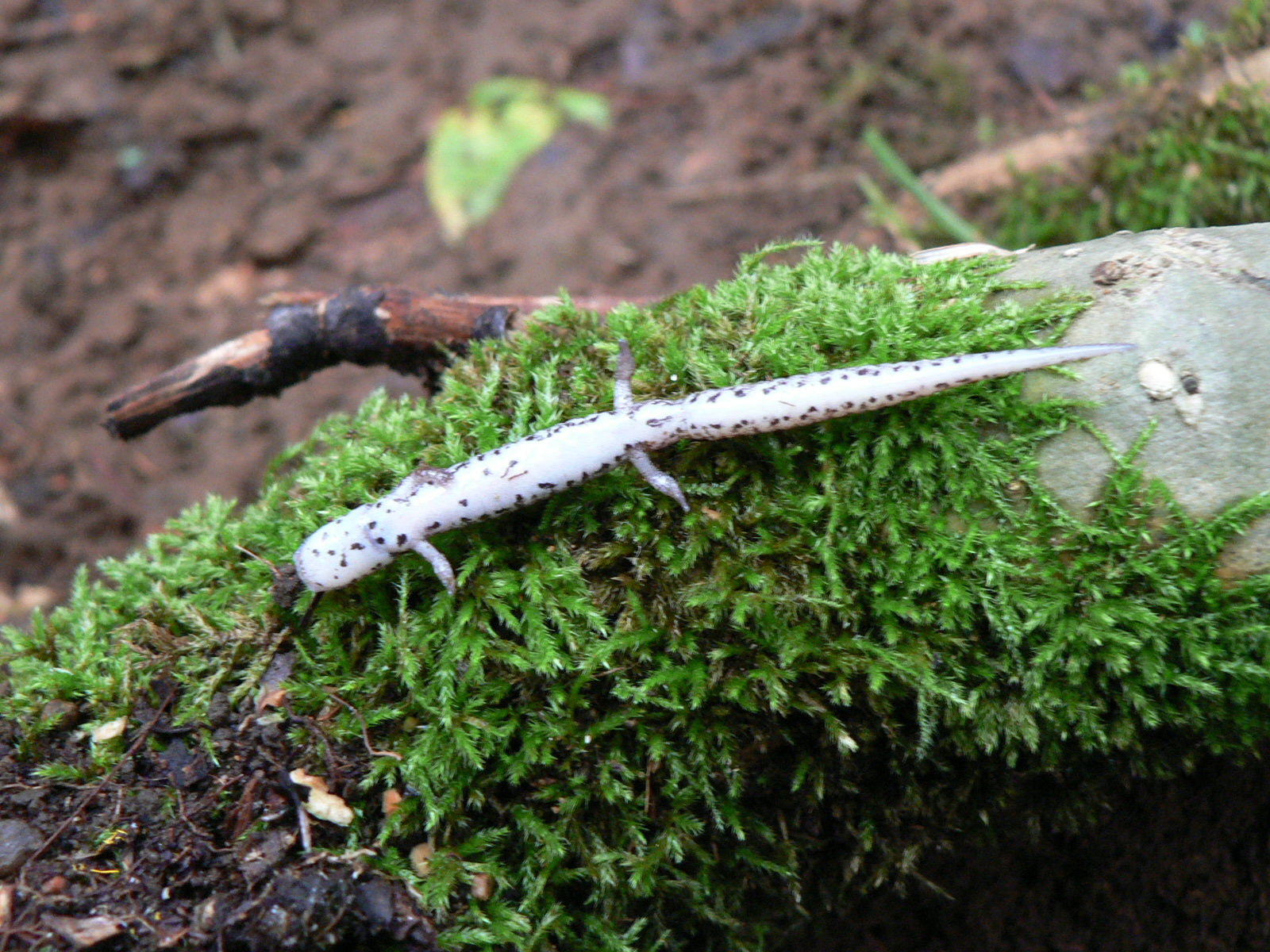
Vue ventrale

## Publications originales
- Hallowell, 1856 : Description of several species of Urodela, with remarks on the geographical distribution of the Caducibranchiata Division of these animals and their classification. Proceedings of the Academy of Natural Sciences of Philadelphia, vol. 8, p. 6-11 (texte intégral).
- Tschudi, 1838 : Classification der Batrachier, mit Berucksichtigung der fossilen Thiere dieser Abtheilung der Reptilien, p. 1-99 (texte intégral).
- Temminck & Schlegel, 1838 : Fauna Japonica sive Descriptio animalium, quae in itinere per Japonianum, jussu et auspiciis superiorum, qui summum in India Batava Imperium tenent, suscepto, annis 1823–1830 colleget, notis observationibus et adumbrationibus illustratis, vol. 3, Chelonia, Ophidia, Sauria, Batrachia, p. 85-144.